# Jæren

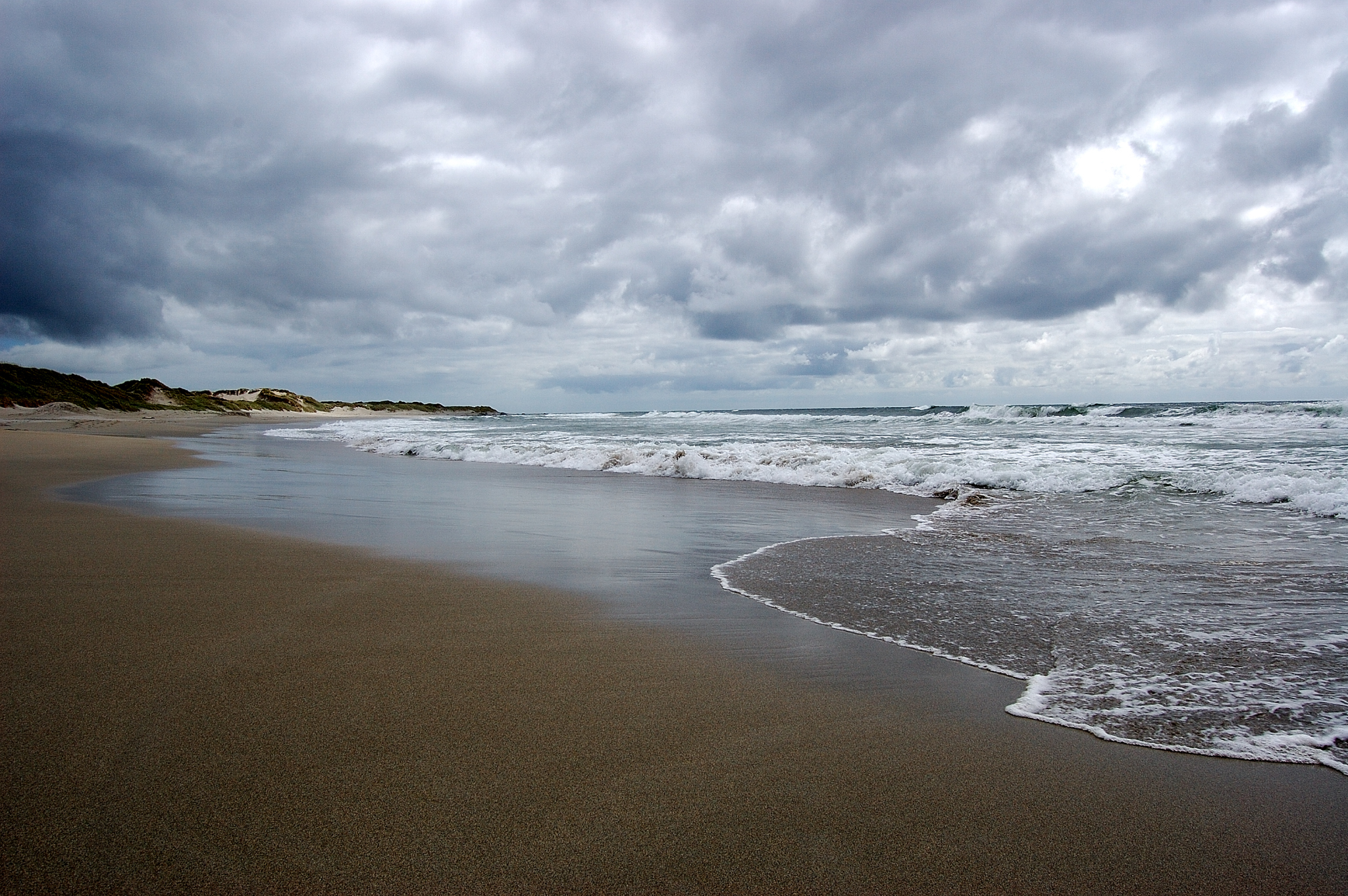
Plage typique de Jæren.

Jæren est un district traditionnel norvégien du comté de Rogaland et de la région de Vestlandet. Il se situe entre les kommune de Randaberg au nord et de Hå au sud.
La côte de Jæren est relativement plate et sablonneuse par rapport au reste des côtes norvégiennes. Les plus grandes villes de Jæren sont Stavanger et Sandnes.

## Origine du nom
A la base, le mot en vieux norrois pour la localité était Jaðarr. Ce nom est en fait identique au mot jaðarr  qui signifie "bord". De nombreuses fermes en Norvège (environ 30) possèdent le même nom. Le nom fait référence à la côte de 60km qui s'étend de Brusand (Kommune de Hå) au sud à Tungenes (Kommune de Randaberg) au nord.

## Municipalités
La division géographique de Jaeren possède 8 municipalités :
| N°. | Nom       | Population | Superficie | Densité |
| --- | --------- | ---------- | ---------- | ------- |
| 1   | Randaberg | 10 737     | 25         | 429     |
| 2   | Stavanger | 132 644    | 71         | 1868    |
| 3   | Sola      | 26 096     | 69         | 378     |
| 4   | Sandnes   | 74 820     | 304        | 246     |
| 5   | Klepp     | 18 970     | 113        | 168     |
| 6   | Hå        | 18 591     | 258        | 72      |
| 7   | Time      | 18 572     | 183        | 101     |
| 8   | Gjesdal   | 11 853     | 618        | 19      |

## Personnalités notables
Le poète Arne Garborg (1851-1924) est une des personnalités notables étant née dans cette région.
Le corsaire norse Thorvald Asvaldsson y est banni en 970. C'est également le père d'Eirikr Thorvaldsson (Erik le Rouge) né à Jaeren vers 940.